# Arrecife Pandora
El Arrecife Pandora (en inglés: Pandora Reef) es una isla de baja altitud, además de ser un arrecife adyacente. Se trata de una bahía Halifax en Queensland, Australia. Se encuentra a 13 kilómetros ( 8,1 millas ) del grupo Greater Palm . El nombre de Arrecife Pandora se remonta al menos a 1889. 
Las aguas que rodean están en el parque marino Gran Barrera de Coral en el Mar del Coral. La designación GBRMPA es 18-051. En las zonas como el Parque Marino Nacional, no se permite la pesca, aunque el buceo y la fotografía están permitidos.